# On and On
Az On and On című dal a német-amerikai származású Sydney Youngblood valamint Bruce Niederfeld & Markus S. Aka Supermercato közös felvétele, mely 2013-ban jelent meg, azonban slágerlistás helyezést nem ért el. 
A dal papírtokos maxi CD-n került kiadásra, melyen a dal videóklipje is szerepel.

## Megjelenések
CD Single  none
1. On And On (Barbados Mix)	3:38
2. On And On (RMX by ATN vs. MMS) 3:54
3. On And On (Music video) 3:35